# يوشي ستوري
يوشي ستوري (بالإنجليزية: Yoshi's Story)‏ هي لعبة فيديو منصية نشرت وطورت من قبل نينتندو لنظام نينتندو 64. صدرت اللعبة لأول مرة في ديسمبر لعام 1997 في اليابان ثم إلى دول العالم فيما بعد.